# Amsterdamsmient
De amsterdamsmient (Mareca marecula synoniem: Anas marecula) is een uitgestorven vogel uit de familie Anatidae. De wetenschappelijke naam van de soort is voor het eerst geldig gepubliceerd in 1996 door Olson & Jouventin.

## Voorkomen
De soort kwam voor op het eiland Amsterdam.